# Grzegorz Łapanowski
Grzegorz Łapanowski (ur. 21 października 1983 w Zielonej Górze) – polski kucharz, dziennikarz kulinarny, osobowość telewizyjna, a także przedsiębiorca.

## Życiorys

### Wczesne lata
Ukończył studia na kierunku nauk politycznych, socjologii oraz bezpieczeństwa żywności.
W wieku 19 lat zatrudnił się jako pomocnik kucharza w pizzerii. Sztuki kulinarnej uczył się i praktykował w akademii kulinarnej Kurta Schellera. Pracował u Wojciecha Modesta Amaro i Roberta Sowy. 

### Kariera zawodowa
Przez wiele lat występował jako kucharz w Dzień dobry TVN, obecnie gotuje w programie śniadaniowym TVP2 Pytanie na śniadanie. Regularnie występował także w programach Polskiego Radia. W Kuchnia TV prowadził swój autorski program Ł'apetyt, a także 5. edycję Warsztaty smaku Kuchni+. 
W 2011 wydał swoją pierwszą książkę Grzegorz Łapanowski smakuje. W kolejnych latach był współautorem książek: Dwie ryby – flądra i dorsz (2013, z Ryszardem Pileckim), Gotuj jak Top Chef. 100 mistrzowskich przepisów (2014), Najlepsze przepisy dla całej rodziny. Szkoła na widelcu (2014, z Maią Sobczak), Ryby wybrane (2015, książka wydana we współpracy z Fundacją WWF Polska), Wzór na smak (2017), Zioła na talerzu (2018, Z Darią Ładochą, Andrzejem Polanem i Larą Gessler). 
Jest założycielem, pomysłodawcą i prezesem fundacji Szkoła na Widelcu, która działa na rzecz poprawy jakości żywienia dzieci w szkołach i przedszkolach, a także organizuje warsztaty i programy edukacyjno-kulinarne dla dzieci, rodziców, nauczycieli i pracowników stołówek. Fundacja działa od 2012 roku. 
Był prowadzącym, a następnie również jurorem w polskiej edycji programu Top Chef (2013–2016). Ponadto, uczestniczył w programie Dancing with the Stars. Taniec z gwiazdami (2015)
Jest właścicielem i pomysłodawcą Food Lab Studio, wielofunkcyjnego studia kulinarnego, które zostało otwarte w 2015. W 2017 stworzył Warszawski Festiwal Kulinarny, który współorganizuje razem z Pałacem Wilanów oraz Targami Designu WZORy.

### Życie prywatne
Urodził się w Zielonej Górze. Jest synem Mieczysława i Beaty Łapanowskich. Ma siostrę, Urszulę.
25 sierpnia 2017 poślubił Magdalenę Święciaszek, która również pracuje w branży gastronomicznej. Ślub odbył się w podwarszawskim Ołtarzewie. W marcu 2019 ogłosił, że spodziewają się narodzin córki.

## Programy TV
- 2008-2013: Dzień dobry TVN – kucharz i ekspert kulinarny[20]
- 2009-2010: Ł'apetyt (Kuchnia TV) – prowadzący[21]
- 2012: Warsztaty smaku Kuchni+ (Kuchnia+) – prowadzący 5. edycję[22]
- 2013-2016, 2018: Top Chef (Polsat) – prowadzący od 1. edycji i juror od 3. do 6. edycji
- od 2014: Pytanie na śniadanie (TVP2) – kucharz i ekspert kulinarny[23]
- 2015: Dancing with the Stars. Taniec z gwiazdami (Polsat) – uczestnik 3. edycji, w parze z Waleriją Żurawlewą zajął siódme miejsce

## Publikacje
- 19 października 2011: Grzegorz Łapanowski smakuje (wydawnictwo G+J, ISBN 978-83-7778-040-4)
- 2013: Dwie ryby – flądra i dorsz, współautor: Ryszard Pilecki[24]
- 10 września 2014: Gotuj jak Top Chef. 100 mistrzowskich przepisów, opracowanie zbiorowe (wydawnictwo Otwarte, ISBN 978-83-7515-315-6)
- 19 listopada 2014: Najlepsze przepisy dla całej rodziny. Szkoła na widelcu, współautor: Maia Sobczak (wydawnictwo Publicat, ISBN 978-83-245-2076-3)
- 2015: Ryby wybrane (wydawnictwo: Fundacja WWF Polska & Fundacja Szkoła na Widelcu, ISBN 978-83-60757-46-8)
- 10 kwietnia 2017: Wzór na smak (wydawnictwo Full Meal, ISBN 978-83-939782-9-8)
- 4 kwietnia 2018: Zioła na talerzu, współautorzy: Andrzej Polan, Daria Ładocha i inni (wydawnictwo Edipresse Książki, ISBN 978-83-8117-322-3)